# Droyßig
Droyßig är en kommun och ort i Burgenlandkreis i förbundslandet Sachsen-Anhalt i Tyskland.
Kommunen Weißenborn uppgick i Droyßig 1 januari 2010.
Kommunen ingår i förvaltningsgemenskapen Droyßiger-Zeitzer Forst tillsammans med kommunerna Gutenborn, Kretzschau, Schnaudertal och Wetterzeube.